# Llista de Swadesh en llengües utoasteques
La llista de Swadesh en llengües utoasteques permet una comparació del vocabulari bàsic d'aquesta família de llengües. Aquest article repeteix la llista Swadesh de 100 termes per a diferents llengües utoasteques classificades per camps semàntics (els nombres són el nombre en la llista de Swadesh).

## Llista curta de Swadesh
A continuació es reprodueix la llista de Swadesh, la seva transcripció fonològica s'ha adaptat lleugerament a partir de les fonts citades per fer més senzilla la comparació. Freqüentment s'usa l'alfabet llatí o l'alfabet fonètic internacional excepte en uns pocs casos on s'han introduït signes especials, que són:
Africades: alveolar /c/ (=AFI: /ʦ/), palatal /č/ (=AFI: /ʧ/), lateral alveolar /ƛ/ (=AFI: /t͡ɬ/)
Fricatives: palatal /š/ (=AFI: /ʃ/), retrofleja /ş/ (=AFI: /ʂ/)
Vocals llargues: /ā, ē, ī, ō, ū/ (=AFI: /aː, eː, iː, oː, uː/)

### Pronoms i quantificadors
|         | Català        | Nàhuatl        | Nàhuatl   | Nàhuatl  | Corachol        | Tepiman         | Taracahíta            | Taracahíta               | Taracahíta  | Taracahíta |
| Clàssic | Català        | Acaxo- chitlan | Mexic.    | Huichol  | Pima de Yepachi | Mayo de Capomos | Guarijío d' Arechuyvo | Tarahumara de Samachique | Eudeve      |            |
| ------- | ------------- | -------------- | --------- | -------- | --------------- | --------------- | --------------------- | ------------------------ | ----------- | ---------- |
| 1       | jo            | neʔwāƛ         | neʔwa     | newal    | ne              | aan(i)          | inapo                 | neé                      | nijé        | neʔe       |
| 2       | tu            | teʔwāƛ         | teʔwa     | tewal    | ʔeki            | aapi            | empo                  | muú                      | mujé        | napide     |
| 3       | nosaltres     | teʔwātin       | teʔwatin  | toʔwante | tāme            | atim(a)         | itapo                 | remé                     | tamujé      | tamide     |
| 4       | aquest        | inīn           | inin      | inin     | ʔiki            | igi             | iʔ                    | ihí                      | jeʔná       | i(wide)    |
| 5       | aqueix/aquell | inōn           | inon      | yelin    | ʔawie           | idi             | huʔ                   | puú                      | échi        | be(wide)   |
| 6       | qui           | ākin           | akin      | ak       | kemiʔane        | iriga           | haβe                  | aábu                     | yepú, chigá |            |
| 7       | què           | tlein          | tlen      | ten      | hai             | puni            | hita                  | ihtábu                   | ču(čé)      | hai(ta)    |
| 8       | no            | aʔmō           | aʔmo, -kā |          | waiki, tixai    | (p)im           | eʔe                   | kaʔí                     | ke          | ka, ketá   |
| 9       | tot(s)        | nočtīn         | nočti     | mošti    | nai-ti(me)      | viis            | siʔme                 | yomá                     | siʔneami    | haóna      |
| 10      | molts         | miak           | miek(e)   | miak     | waikawa         | muʔid           | buʔru                 | weiká                    | warú        | weβa       |

### Numerals
|         | Català | Nàhuatl        | Nàhuatl | Nàhuatl | Corachol        | Tepiman         | Taracahíta            | Taracahíta               | Taracahíta | Taracahíta |
| Clàssic | Català | Acaxo- chitlan | Mexic.  | Huichol | Pima de Yepachi | Mayo de Capomos | Guarijío de Arechuyvo | Tarahumara de Samachique | Eudeve     |            |
| ------- | ------ | -------------- | ------- | ------- | --------------- | --------------- | --------------------- | ------------------------ | ---------- | ---------- |
| 11      | un     | sem            | se(ya)  | se      | şewi            | himak           | sēnu                  | piré                     | biré       | sé(i)      |
| 12      | dos    | ōme            | ome     | ome     | huta            | goka            | wōyi                  | woká                     | okwá       | wodim      |
|         | tres   | (y)ēyi         | yeyi    | eyi     | haika           | vaika           | βahi                  | paiká                    | bai-       | beidim     |
|         | quatre | nāwi           | nawi    | nawi    | nauka           | maakov          | naiki                 | naó                      | nawosa     | náwoi      |
|         | cinc   | mākwīl-li      | makwile | (sinko) | ʔauşiwi         | maviis          | mamni                 | marikí                   | marí       | márki      |

### Humans, animals i plantes
|         | Català  | Nàhuatl        | Nàhuatl       | Nàhuatl   | Corachol        | Tepiman         | Taracahíta            | Taracahíta               | Taracahíta | Taracahíta |
| Clàssic | Català  | Acaxo- chitlan | Mexic.        | Huichol   | Pima de Yepachi | Mayo de Capomos | Guarijío de Arechuyvo | Tarahumara de Samachique | Eudeve     |            |
| ------- | ------- | -------------- | ------------- | --------- | --------------- | --------------- | --------------------- | ------------------------ | ---------- | ---------- |
| 16      | dona    | siwa-ƛ         | siwa-ƛ        | siwa-t    | ʔuka            | okosi           | namuči                | óorume                   | mukí       | hói-t      |
| 17      | home    | okič-ƛi        | ƛāka-ƛ        | taka-t    | ʔuki            | kili            | ōʔowi                 | tihoé                    | rijoy      | dór        |
| 18      | persona | ƛāka-ƛ         | ƛāka-ƛ        | taka-t    |                 |                 |                       | tihoé                    | rijoy      |            |
| 19      | peix    | miči(n)        | mičin         | miči      | keci            | vatopa          | kuču                  | soʔí                     | musí       | kucu-t     |
| 20      | ocell   | tōtō-ƛ         | totō-ƛ        | toto-t    | wīki            | uʔuhugi         | wīkiči totori         | cuʔrukí                  | čutugí     | wikíc      |
| 21      | gos     | čiči           | čiči          | (pelo)    | ciki            | gogosi          | čūʔu                  | cuhcúri                  | kočí       | cucí       |
| 22      | poll    | atemi-ƛ        | atemi-ƛ       | (pyoho)   | ʔate            | aʔati           | ete                   | ehté                     |            | atét       |
| 23      | arbre   | kwawi-ƛ        | kwawi-ƛ       | kwawi-t   | kiye            | uusi            | kuta                  | kuú                      | kusí       | kut        |
| 24      | llavor  | šināč-ƛi       | šinač-ƛi      | (semiya)  | haci            | kaʔira          | βačia                 | pahcí                    | raka-rá    | subá-ta    |
| 25      | fulla   | šiwi-ƛ         | -šiwi-yo      | iswa-t    | şama            | haagar          | sawa                  |                          | sawá       | sáwa       |
| 26      | arrel   | nelwa-ƛ        | -nelwa-yo     | (řais)    | nana            | tatkar          | nawa                  | nawá                     | nawá       | náwa       |
| 27      | escorça | ēwa-yo-ƛ       | koʔka kalwa-ƛ | (kaškar)  | kunieri         | komira          | βēwa                  | kahé                     | wikorí     |            |
| 28      | pell    | ēwa-yo-ƛ       | (kwero)       | (kwero)   | tete            | hod(a)          | βēwa                  | tehté                    | wičí       |            |
| 29      | carn    | naka(-yo)-ƛ    | naka-yo-ƛ     | naka-t    | wai             | gaʔi            | (wākasi)              | saʔpá                    | sapá       | sába       |
| 30      | sang    | (y)es-ƛi       | yes-ƛi        | es-ti     | şūriya          | iʔir            | ohβo                  | elá                      | lama-ri    | eerá-t     |
| 31      | os      | omi-ƛ          | omi-ƛ         | (weso)    | ʔūme            | oʔor            | ota                   | oʔá                      | ochí       | hówa       |
| 32      | greix   |                | čawak         | sawa-t    | wīya            | giʔo            |                       | wiʔí                     |            |            |
| 33      | ou      | tōtōl-te-ƛ     | totōl-te-ƛ    |           | tawa-ri         | haakar          | kaβa                  | kaʔwá                    | kaʔwá-ra   | ákabo-ra   |
| 34      | banya   | kwākwawi-ƛ     |               |           |                 |                 |                       |                          | awá        | húsiwa     |
| 35      | cua     | kwiƛapil-li    |               |           |                 |                 |                       |                          | wari-ra    |            |
| 36      | ploma   |                | īwi-ƛ         | (pluma)   | ʔana            | aʔana           | βowa                  | maʔsá                    | boʔwa-ra   | humsa      |
| 37      | cabell  | conƛi          | conƛi         | conti     | kīpa            | moʔo            | čōni                  | kupá                     | kupá       | mó-ta      |
| 38      | cap     | contekon-      | -conteko      | conteko   | -muʔu           | moʔo            | koβa                  | moʔo                     | moʔó       | čoní-t     |
| 39      | orella  | nakas-ƛi       | -nakas        | nakas     | naka            | naka            | nala                  | nahká                    | naká       | naká-t     |
| 40      | ull     | īšteloloʔ-     | -štololo      | ištololo  | hişi            | vuhi            | pūsi                  | pusí                     | busí       | busí-t     |
| 41      | nas     | yaka-ƛi        | -yeka-        |           | curi            |                 |                       |                          | aká        |            |
| 42      | boca    | kamak-ƛi       | -kamak        | kamah     | teta            | tini            | tēni                  | cuʔá                     | riní       | tení-t     |
| 43      | llengua | nene-pil-li    | nene-pil      | (lengwa)  | neni            | ninir           | nini                  | yení                     | čamerowa   | nené-t     |
| 44      | dent    | ƛam-ƛi         | -ƛan          | tankwič   | tame            | tami            | tami                  | tamé                     | ramé       | támi-t     |
| 45      | colze   | molik-ƛi       |               |           |                 |                 | tečo                  | ciʔto-                   |            | hicó-t     |
| 46      | peu     | ikši-ƛ         | -kši          | -(k)šiwa  | ʔika            | tara            | woki                  | tonó                     | rara       | tará-t     |
| 47      | genoll  | ƛankwā-        | ƛankwa        | ƛankwa    | şati            | tonkavirak      | tono                  | cohkopó                  | ronó       | tonó-t     |
| 48      | mà      | mā-            | -ma           | mah-      | -mama           | novi            | mama                  | seká                     | siká       | mamá-t     |
| 49      | ventre  | iʔte-ƛ         | -poš          | (bařiga)  | -huka           | voʔoka          | topa                  | tohpá                    | ropočí     | siwá-t     |
| 50      | coll    | keč-ƛi         | -keč          | kič(i)    | kiipe           | baʔitik         | kutaʔnawa             | kuhtá                    | kutá       |            |
| 51      | pits    | čīčī-ƛ         | čiči-wal      | čiči-wal  | cici            | siʔi            | pipi-                 | sula-cí                  | čimura     |            |
| 52      | cor     | yōl-li         | yoli          | (korasón) | ʔiya-ri         | ibdaga          | hyepsi                | sulá                     | surá       | híbes      |
| 53      | fetge   | (y)ēl-li       | yeltapač      | (ígado)   | nema            | nimar           | hēma                  | emá                      | imá        | hemá-t     |

### Objectes i fenòmens naturals
|         | Català   | Nàhuatl        | Nàhuatl     | Nàhuatl   | Corachol        | Tepiman         | Taracahíta            | Taracahíta               | Taracahíta | Taracahíta |
| Clàssic | Català   | Acaxo- chitlan | Mexic.      | Huichol   | Pima de Yepachi | Mayo de Capomos | Guarijío de Arechuyvo | Tarahumara de Samachique | Eudeve     |            |
| ------- | -------- | -------------- | ----------- | --------- | --------------- | --------------- | --------------------- | ------------------------ | ---------- | ---------- |
| 71      | sol      | tōnal-li       | tona-li     | tona-ti   | tau             | tasa            |                       | tahéna-ri                | rayéna-ri  | táwi       |
| 72      | lluna    | mēc-ƛi         | mec-ƛi      | mes-ti    | meca            | masadi          | mēča                  | mecá                     | mičá       | mecá-t     |
| 73      | estrella | sīƛal-li       | siƛa-li     | sitál     | şurawe          | siavag soʔopoli | čoki                  | soʔoporí                 | soporí     | síbora     |
| 74      | aigua    | ā-ƛ            | a-ƛ         | a-ti      | ha              | sudagi          | βāʔa                  | paʔwí                    | baʔwí      | báa-t      |
| 75      | pluja    | ki(y)awi-ƛ     | kiawi       | kyawi-t   | wiye-ri         | duuki           | yuku                  | yuʔki                    | ukuí       | dúku-      |
| 76      | pedra    | te-ƛ           | te-ƛ        | teti      | tete            | hod(a)          | teta                  | tehté                    | rité       | tét        |
| 77      | sorra    | šāl-li         | šāl-i       | šal       |                 |                 |                       |                          |            |            |
| 78      | terra    | ƛāl-li         | ƛāl-i       | tal       | kwie            | divor           | bwiya                 | weʔé                     | wiʔyeé     | tebá-t     |
| 79      | núvol    | miš-ƛi         | meš-ƛi      | ayawi-t   | hai             | tivagi          | nāmu                  | tomóari                  | norí       | mosít      |
| 80      | fum      | pōk-ƛi         | pok-ƛi      | poh-ti    | kici            | kubisa          | bwičia                | moréwa                   | morí       | bici       |
| 81      | foc      | ƛe-ƛ           | ƛe-ƛ        | te-šuš-ti | tai             | taʔi            | tahi                  | nahí                     |            |            |
| 82      | cendra   | neš-ƛi         | ƛeko-neš-ƛi | neš-ti    | naşi            | mahta           | naposa                | nahpisó                  |            | napósta    |
| 83      | cremar   | ƛaƛa           | ƛaƛa        | čihčino-  | tai-yari        | miihim          | taya                  | kosó-na                  |            |            |
| 84      | camí     | oʔ-ƛi          | oʔ-ƛi       | oh-ti     | huye            | voi             | βōʔo                  | poé                      | buhué      | bowé-t     |
| 85      | muntanya | tepē-ƛ         | tepē-ƛ      | (seřo)    | yemuri          | kavlik          |                       | kawí                     | rabó       | kawí-t     |

### Adjectius
En la llista de Swadesh els termes 13-15 són adjectius de mida, i els termes 86-90 són adjectius variats referits al color i els termes 92-98 altres adjectius variats incloent forma, temperatura, etc.
|         | Català     | Nàhuatl        | Nàhuatl   | Nàhuatl   | Corachol        | Tepiman         | Taracahíta            | Taracahíta               | Taracahíta  | Taracahíta |
| Clàssic | Català     | Acaxo- chitlan | Mexic.    | Huichol   | Pima de Yepachi | Mayo de Capomos | Guarijío de Arechuyvo | Tarahumara de Samachique | Eudeve      |            |
| ------- | ---------- | -------------- | --------- | --------- | --------------- | --------------- | --------------------- | ------------------------ | ----------- | ---------- |
| 13      | gran       | wē(y)i         | weyi      | wei       |                 | giʔ             | bweʔuru               | werumá                   | wuarú       | wéi        |
| 14      | llarg, alt | tepē-ƛ         | kwohtik   | weya-k    | e-tēwi          | tivit           | tēβe                  | tehpekumá                | ripá        | tebéi      |
| 15      | petit      | tepi-ton       |           |           |                 |                 |                       |                          | táa         |            |
| 86      | roig       | čīčīl-tik      | čičil-tik | čičil-tik | şeta            | vigi(i)         | siki-li               | sehta-name               | siták-ami   |            |
| 87      | verd       | selik          | selik     | (berde)   | ciira-iye       | tidig(i)        | siali                 | sió-name                 | siyó-nami   | sídei      |
| 88      | groc       | kos-tik        | kos-tik   | kos-tik   | taşa-iye        | oam             | sawali                | sawʔtó-me                |             | sáwe-      |
| 89      | blanc      | istā-k         | istā-k    | istak     | tuşa            | toha            | tosa-li               | tosá-name                | rosák-ami   | suté       |
| 90      | negre      | ƛīl-tik        | ƛil-tik   | (prieto)  | yiwi            | tuko            | čuko-li               | ohcó-name                | čok-ami     | sóʔobei    |
| 92      | calent     | tona-          | toton-tik | toton-    | şika            | toni            | tata                  | tahtá                    | ratá-am     | suká-en    |
| 93      | fred       | sēw-           | ic-tik    | is-tik    | haiti           | hīpi            | seβe                  | tulamé                   |             | utéʔ-en    |
| 94      | ple/omplir | tēmī-tiā       | temi-tia  | temi-ti-  | hiniya-rika     | sudag           | tapunea               | poci-ná                  | buči-ami    | bodáwe-n   |
| 95      | nou        | yankwi-k       | yankwi-k  | yankwi-k  | hekwa           | vitod           | βemela                | kawéruma                 | bukuríw-ami | hubári     |
| 96      | bo         | kwal-li        |           |           |                 |                 |                       |                          | gará        |            |
| 97      | rodó       | olol-tik       |           |           | şikira-ye       | sikirik         |                       |                          | sitúr-ami   |            |
| 98      | sec        | wāki-          | wāki-     | waca-     | wacīşa-         | gaki(a)         | wāča                  | wagité-na                | wakiče-ami  | wake-n     |

### Verbs
|          | Català        | Nàhuatl       | Nàhuatl    | Nàhuatl | Corachol        | Tepiman         | Taracahíta            | Taracahíta               | Taracahíta | Taracahíta |
| Clàssico | Català        | Acaxo-chitlan | mexicanero | Huichol | Pima de Yepachi | Mayo de Capomos | Guarijío de Arechuyvo | Tarahumara de Samachique | Eudeve     |            |
| -------- | ------------- | ------------- | ---------- | ------- | --------------- | --------------- | --------------------- | ------------------------ | ---------- | ---------- |
| 54       | menjar        | kwā           | kwa        |         | kwai(ya)        | hugia           | bwa?(ye)              | koʔa(ní)                 | koʔwá      | hibaʔá(n)  |
| 55       | beure         | (on)ī         | oni        |         | ʔi-ya           | iʔia            | heʔ(ye)               | iní(na)                  | bají       | híi-       |
| 56       | mossegar      |               |            |         |                 |                 |                       |                          | ikí        | keʔé-n     |
| 57       | veure         | itta          | ita        |         | şeiya-rika      | niidia          | biča                  | neʔné-na                 | riwá       | bicá-n     |
| 58       | sentir        | kaki          | kaki       |         | ʔena-rika       | kaia            | hikkah                | kepu-ná                  | nami       | ké-n       |
| 59       | saber         | mati          | mati       |         | mai(ya)         | kig             | huʔneria              | maci-ná                  | mačí       | hitádere-n |
| 60       | dormir        | koči          | koči       |         | kuci            | kosia           | koče                  | koci-ná                  | kočí       | kocó-n     |
| 61       | morir         | miki          | miki       |         | mii(ya)         | mukia           | mūke                  | mugu-ná                  | mukú       | mukú-n     |
| 62       | matar         | mik-tia       | mik-tia    |         | mie-riya        | moaʔa           | meʔa                  | meʔa-ní                  | miʔ-yá     | méa-n      |
| 63       | nedar         |               | altia      |         | hau-rika        | komlihia        | bahume                | kaʔké-na                 | aké        |            |
| 64       | volar         | paƛāni        | paƛ-       |         | wi-ya           | daʔia           | nēʔe                  | niʔi-ná                  | iʔní-sa    | meʔé-n     |
| 65       | caminar       |               | neʔnemi    |         | yei(ya)         | norgia          | weye                  | simi-ná                  | simí-na    |            |
| 66       | allitar-se    |               |            |         |                 |                 |                       |                          |            |            |
| 67       | venir         | wāla          | wic, wala  |         | na-mie          | abhimia         | aʔbo weye             | ená                      | iná        | weré-n     |
| 68       | sentar-se     | ƛālia         | ƛalia      |         | yeri(ya)        | daha            | yeste                 | yasipá                   | asiba      | dasé-n     |
| 69       | estar dempeus |               |            |         |                 |                 |                       |                          |            |            |
| 70       | dir           | ilwiā         | ilwia      |         | haine           | tihod           | tewa                  | ca-ní                    | aní        | teʔé-n     |
| 100      | donar         | māka          | maka       | maka    | mi-yari         | maki-a          | mīka                  |                          | nijá       | maká-n     |

### Altres
|         | Català | Nàhuatl        | Nàhuatl | Nàhuatl  | Corachol        | Tepiman         | Taracahíta            | Taracahíta               | Taracahíta | Taracahíta |
| Clàssic | Català | Acaxo- chitlan | Mexic.  | Huichol  | Pima de Yepachi | Mayo de Capomos | Guarijío de Arechuyvo | Tarahumara de Samachique | Eudeve     |            |
| ------- | ------ | -------------- | ------- | -------- | --------------- | --------------- | --------------------- | ------------------------ | ---------- | ---------- |
| 91      | nit    | yowal-li       | yowal   | yuwál    | tika-ri         | tuahag          | tukā-ri               | tugaó                    | rokogó     | cúk-ri     |
| 99      | nom    | tōcā-iƛ        | -toka   | (nombre) |                 | tiʔiga          | tewa                  | tewá                     | riwa       | téwa-t     |

## Cognats addicionals
La següent llista inclou alguns cognats addicionals que no pertanyen a la llista de Swadesh:
|         | Català     | Nàhuatl        | Nàhuatl | Nàhuatl  | Corachol        | Tepiman         | Taracahíta            | Taracahíta               | Taracahíta | Taracahíta |
| Clàssic | Català     | Acaxo- chitlan | Mexic.  | Huichol  | Pima de Yepachi | Mayo de Capomos | Guarijío de Arechuyvo | Tarahumara de Samachique | Eudeve     |            |
| ------- | ---------- | -------------- | ------- | -------- | --------------- | --------------- | --------------------- | ------------------------ | ---------- | ---------- |
| __      | agre       | šōko-ƛ         | šoko-k  | šoko-k   |                 |                 | čoʔko                 | coʔkó-ni                 | čokó       | coko-      |
| __      | àguila     | kwawi-ƛ        | (ágila) | (ágila)  | kwişi-ri        | baʔag           |                       | paʔwí                    | aʔwé       | páwe       |
| __      | calor/foc  | ƛaƛa/ƛe-ƛ      |         |          | tai             | taʔi            | taya                  | tahtá                    | ratá       |            |
| __      | coiot      | koyō-ƛ         | koyo-ƛ  | koyo-ƛ   | yāwi-şi         | bāna            | woʔi                  | woʔí                     | basačí     | wói        |
| __      | donar      | māka           | maka    | maka     | mi-yari         | maki-a          | mīka                  | __                       | __         | maká-n     |
| __      | flor       | šōči-ƛ         |         | šuči-t   | __              | __              | sēwa                  | sewá                     | siwá-čari  | sewá-t     |
| __      | gat        | mis-ƛi         | mis-ƛi  | mistu    | micu-ri         | mihisa          | misi                  | misí                     | mísi       | místo      |
| __      | llavi/boca | tēn-ƛi         | ten-    |          | teta            | tini            | tēni                  | __                       | riní       | ten-       |
| __      | moresc     | sin-ƛi         | __      | __       | __              | hūka            | __                    | sunú                     | sunú       | sunú-t     |
| __      | melic      | šīk-ƛi         | -šik    | __       | şitemuci        | hika            | sīku                  | sikú                     | sukí       | sīká-t     |
| __      | orina      | šīš-ƛi         | __      | a-šiš-ti |                 |                 | sīsi                  | siʔí                     | isí        | sísa-      |
| __      | pi/ocote   | oko-ƛ          | okō-ƛ   | oko-t    | ʔuci            | __              |                       | __                       |            | wokó-t     |
| __      | riu        | ā-tēn-ko       |         | a-ten-ko | ha-tia          | a-ki            | βa-twe                | pa-kó                    | ba-kočí    | ba-cíwe    |